# Etta Baker

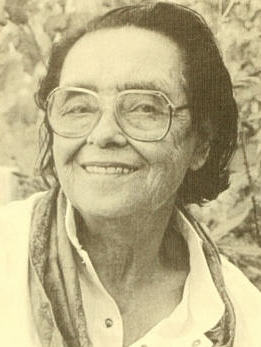
Etta Baker (2003)

Etta Baker (* 31. März 1913 in Caldwell County, North Carolina; † 23. September 2006 in Fairfax, Virginia), geboren als Etta Lucille Reid, war eine US-amerikanische Blues-Sängerin und Gitarristin. 
Sie spielte sowohl sechssaitige Akustikgitarren als auch 12-Saiten-Gitarren und fünfsaitige Banjos.
Baker erhielt verschiedene Auszeichnungen, u. a.
- Folk Heritage Award, North Carolina Arts Council (1989)
- National Endowment for the Arts, National Heritage Fellowship (1991)
- North Carolina Award (2003)

Zusammen mit ihrer Schwester Cora Phillips erhielt sie durch die North Carolina Folklore Society im Jahre 1982 den Brown-Hudson Folklore Award.
Baker lebte zuletzt in Morganton, North Carolina, und starb im Alter von 93 Jahren während des Besuches bei einer Tochter, die einen Schlaganfall erlitten hatte.

## Diskografische Hinweise
- 1991: One-Dime Blues (Rounder Records)
- 1999: Railroad Bill  (Music Maker)
- 2004: Etta Baker with Taj Mahal (MM50)
- 2005: Carolina Breakdown von Etta Baker mit Cora Phillips (MM56)
- 2006: Instrumental Music of the Southern Appalachians: Traditional Years (Empire)